# Finalmente l'alba (film 1958)
Finalmente l'alba (Wir Wunderkinder) è un film tedesco del 1958 diretto da Kurt Hoffmann.

## Trama
Attraverso la storia di Hans e Bruno due compagni di scuola viene raccontata tra luci ed ombre la storia della Germania della prima metà del novecento.